# Asijská sága
Asijská sága (The Asian Saga) je cyklus šesti románů od Jamese Clavella z let 1962 až 1993. Romány se soustředí na osudy Evropanů v Asii a obzvláště na dopady vzájemného ovlivňování dvou rozdílných kultur – východní a západní.
Chronologické pořadí knih:
- Šógun: odehrává se ve feudálním Japonsku kolem r. 1600
- Tchaj-pan: odehrává se v Hongkongu r. 1841
- Gaidžin: odehrává se v Japonsku r. 1862
- Král Krysa: odehrává se v japonském zajateckém táboře r. 1945
- Panský dům: odehrává se v Hongkongu r. 1963
- Smršť: odehrává se v Íránu r. 1979

Romány byly ale uveřejňovány v jiném sledu; je tedy možné je číst v libovolném pořadí.
Mimo Šóguna a Krále krysy se děj všech knih soustředí na obchodní společnost Struan's (inspirované skutečnou firmou Jardine Matheson Holdings Limited), jejího zakladatele Dirka Struana a jeho různé potomky. Některé z postav se objevují ve více knihách a na mnoho postav z jedné knihy se odkazuje v jiné. Např. Robert Armstrong patří k hlavním postavám jak v Panském domě, tak ve Smršti. Celkem se v Asijské sáze objevuje ohromné množství postav s velmi složitými rodinnými vztahy a historií, která je vždy naznačena, ale nikdy není podrobně popsána. (To umožňovalo Clavellovi „připisovat“ romány, které dějově předcházely jeho dřívějším dílům, a přesto si neodporovaly).
Clavell zemřel v roce 1994 poté, co publikoval Gaidžin. V té době se proslýchalo, že plánuje napsat pro ságu další román. Král Krysa nebyl původně součástí Asijské ságy, ale s tím, jak se sága rozšiřovala byl do ní zpětně přidán. Čtyři romány z šesti (mimo Smršti a Gaidžina) byly zfilmovány.